# Фоминых, Любовь Николаевна
Любо́вь Никола́евна Фомины́х (20 августа 1952, Курган — 18 февраля 2023) — советская и болгарская балерина, заслуженная артистка РСФСР (1977). Педагог в балетных школах Болгарии, Греции, США.

## Биография
Любовь Николаевна Фоминых родилась 20 августа 1952 года а городе Кургане Курганской области.
В 1970 году Л. Н. Фоминых окончила Пермское хореографическое училище по классу Людмилы Сахаровой.
Солистка балета Музыкально-драматического театра Марийской АССР. Партии: Барышня («Барышня и хулиган» Д. Шостаковича), Микаэла («Кармен» Бизе-Щедрина), па-де-де («Вальпургиева ночь» Гуно).
В 1971—1980 годах работала в Пермском государственном ордена Трудового Красного Знамени академическом театре оперы и балета имени П. И. Чайковского, была ведущей балериной труппы. Партии: Сванильда («Коппелия»), Гаянэ («Гаянэ»), Аврора («Спящая красавица»), Жизель («Жизель»), Китри («Дон Кихот»), Лиза («Три карты»), Джульетта («Ромео и Джульетта»), Смеральдина («Слуга двух господ»), Эвридика («Орфей и Эвридика»), Маша («Щелкунчик»), Золушка («Золушка») и др.
В 1980—1981 годах танцевала в Одесском государственном академическом театре оперы и балета.
С 1982 года — прима-балерина Болгарского национального театра оперы и балета (Софийская опера) в городе Софии (Народная Республика Болгария). Затем вела преподавательскую деятельность в Болгарии и Греции. 
Позднее — педагог в балетных школах Соединённых Штатов Америки: Кировская академия балета (город Вашингтон, округ Колумбия) и «Эллисон балет» (Ellison Ballet).
Любовь Николаевна Фоминых скончалась 18 февраля 2023 года.

## Награды и звания
- Заслуженный артист РСФСР, 12 октября 1977 года
- I премия Всесоюзного конкурса балетмейстеров и артистов балета в Москве, 1976 год[5].